# Парораспределительный механизм Бейкера
Парораспределительный механизм Бейкера с 1910 года стал основным конкурентом механизма Вальсхарта на паровозах США. Строго говоря, это не собственно парораспределительный механизм, а механизм переменного хода, приспособленный к механизму Вальсхарта вместо кулисы и кулисного камня. В механизме Бейкера больше качающихся шарниров, зато нет скользящего сопряжения кулисы с камнем, что уменьшает износ механизма и увеличивает межремонтный пробег. Также механизм Бейкера способен обеспечить больший ход золотника.

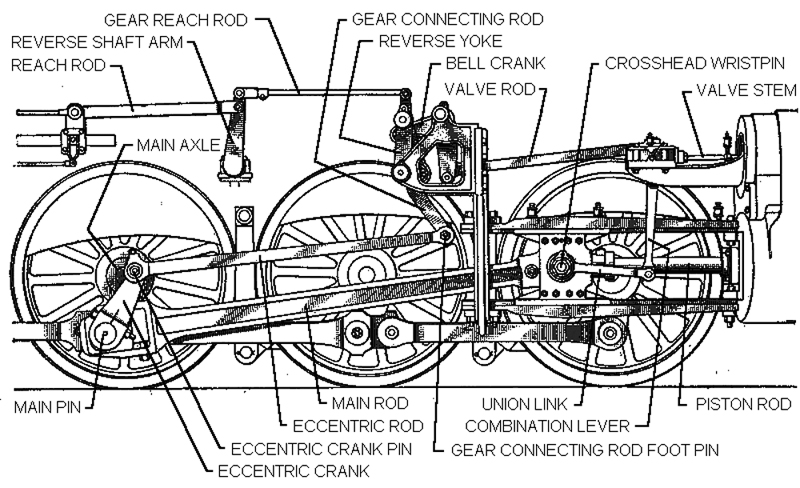
Механизм Бейкера

## История
В самом начале XX века предпринимались многочисленные попытки заменить стандартный к тому времени механизм Вальсхарта. В США на нескольких типах паровозов применялись механизм Янга, Южный, механизм Капротти и механизм Франклина, но только вариант Бейкера получил широкое распространение.
Он был разработан фирмой A.D. Baker Company (Суонтон, Огайо), производившей паровые тракторы и локомобили. Идею сотрудника фирмы Гиффорда разработали и запатентовали в 1903 году инженеры фирмы.
Под маркой Baker Locomotive Valve Gear механизм производила компания Pilliod Co. (Суонтон, Огайо), совершенствование его продолжалось до конца века паровой тяги на железных дорогах. С момента изобретения он был установлен на почти всех паровозах Норфолкской и Западной железной дороги. Также широко механизм применялся на железной дороге Чесапика и Огайо, Никелированной дороге, Нью-Йоркской центральной железной дороге и железной дороге Балтимора и Огайо. Преимущества механизма Бейкера постоянно оспаривались. Противники указывали на большое число шарниров и значительный мёртвый ход. Механизм был популярен на востоке США, но западные железные дороги продолжали пользоваться механизмом Вальсхарта. В Британии механизм Бейкера был распространён в железнодорожном моделизме, но на настоящих паровозах размеры его плохо вписывались в габарит.
Механизм Бейкера использовали паровозы Новозеландских железных дорог J class, Ja class, Jb class, некоторые Ka class, и южноавстралийские South Australian Railways 620 class.

## Устройство и действие
Механизм Бейкера заменяет кулису механизма Вальсхарта рычажным механизмом аналогичного действия с непрерывной регулировкой хода золотника. Контркривошип и маятниковый рычаг аналогичны механизму Вальсхарта, но обычно других размеров. Pilliod Co. продавали механизм как готовый продукт непосредственно для монтажа на паровоз вместо кулисы Вальсхарта.
Механизм Бейкера состоит из следующих частей:
- рама заменяет кронштейн кулисы. Существует два типа рамы в зависимости от способа крепления к раме паровоза: с обеих сторон или только спереди. В любом случае на раме расположены два шарнира — передний верхний и нижний задний.
- U-образная реверсирующая вилка, которая качается вперёд-назад, управляет реверсом и отсечкой. Концы рычагов вилки вращаются вокруг заднего рамного шарнира, а второй шарнир расположен у основания рычага. Верхний конец вилки присоединяется к тяге от реверсора в кабине машиниста.
- пара качающихся рычагов свисает с верхнего шарнира вилки.
- J-образный главный рычаг висит на нижнем шарнире качающихся рычагов. К нижнему концу главного рычага прикреплена тяга от контркривошипа Вальсхартовой системы.
- квадрантный рычаг качается вокруг переднего верхнего шарнира рамы и концами соединяется с верхушкой главного рычага и золотниковой тягой Вальсхартовой системы.

Механизм рассчитан так, что при центральном положении реверсирующей вилки шарнир между квадрантным и главным рычагами находится на одной линии с обоими шарнирами вилки. В этом положении движение нижнего конца главного рычага вперёд-назад не вызывает значительного движения верхнего конца.
В положении «вперёд» вилка наклоняется вперёд, её верхний шарнир оказывается впереди сочленения квадрантного рычага с главным, движение тяги от контркривошипа вызывает подъём и опускание верхнего конца главного рычага. Это движение передаётся квадрантным рычагом в возвратно-поступательное движение золотниковой тяги вперёд-назад. Угол наклона вилки управляет ходом золотниковой тяги и, соответственно, отсечкой. Отклонение вилки назад вызывает движение золотниковой тяги с обратным сдвигом фазы для заднего хода машины.